# Never Let You Go (canción de Evermore)
«Never Let You Go» es el cuarto sencillo de Evermore, tomado de su segundo álbum de estudio Real Life. 
El sencillo fue lanzado en 2007 e incluye un remix de 4:10 minutos de duración.

## Lista de canciones
Todas las canciones escritas y compuestas por Jon Hume. 
| CD single / iTunes EP |                                        |          |  |
| N.º                   | Título                                 | Duración |  |
| 1.                    | «Never Let You Go»                     | 4:19     |  |
| 2.                    | «It's Too Late» (Dirty South Remix)    | 6:35     |  |
| 3.                    | «Running» (The Potbelleez (Remix))     | 7:33     |  |
| 4.                    | «My Guiding Light» (Norman Pow! Remix) | 9:14     |  |
| 5.                    | «Running» (Sneaky Sound System Remix)  | 3:26     |  |

## Video musical
El video musical  para el sencillo es de una serie de clips que muestran el significado de las letras que cantan. La banda aparece en todo el video como científicos en una escena. Por ejemplo, cuando dicen "Go" en la canción, una imagen de un 'Go' aparece en la señal de un semáforo. 
Durante el video musical de los hermanos Hume (Jon, Dan y Peter) no se ven tocando en ninguna de las imágenes. Sin embargo, los hermanos están en el video en la sección de centro de tres científicos que se consideran que tienen una similitud sorprendente con los hermanos, en segundo lugar, los miembros de Evermore son vistos vestidos de hombres de clase baja sentados juntos.

## Posición en las listas
Never Let You Go llegó al puesto 29 en los ARIA Singles Chart.
| Lista (2007)                  | Posición |
| ----------------------------- | -------- |
| Australian ARIA Singles Chart | 29       |

## Lanzamiento
| Región    | Fecha              | Sello        | Formato              | Catálogo   |
| --------- | ------------------ | ------------ | -------------------- | ---------- |
| Australia | 16 de mayo de 2007 | Warner Music | CD, Descarga digital | 5144214322 |

## Personal
- Jon Hume - vocales, guitarra
- Peter Hume - vocales, teclados, bajo
- Dann Hume - vocales, batería